# Conopophila
Conopophila là một chi chim trong họ Meliphagidae.

## Hình ảnh

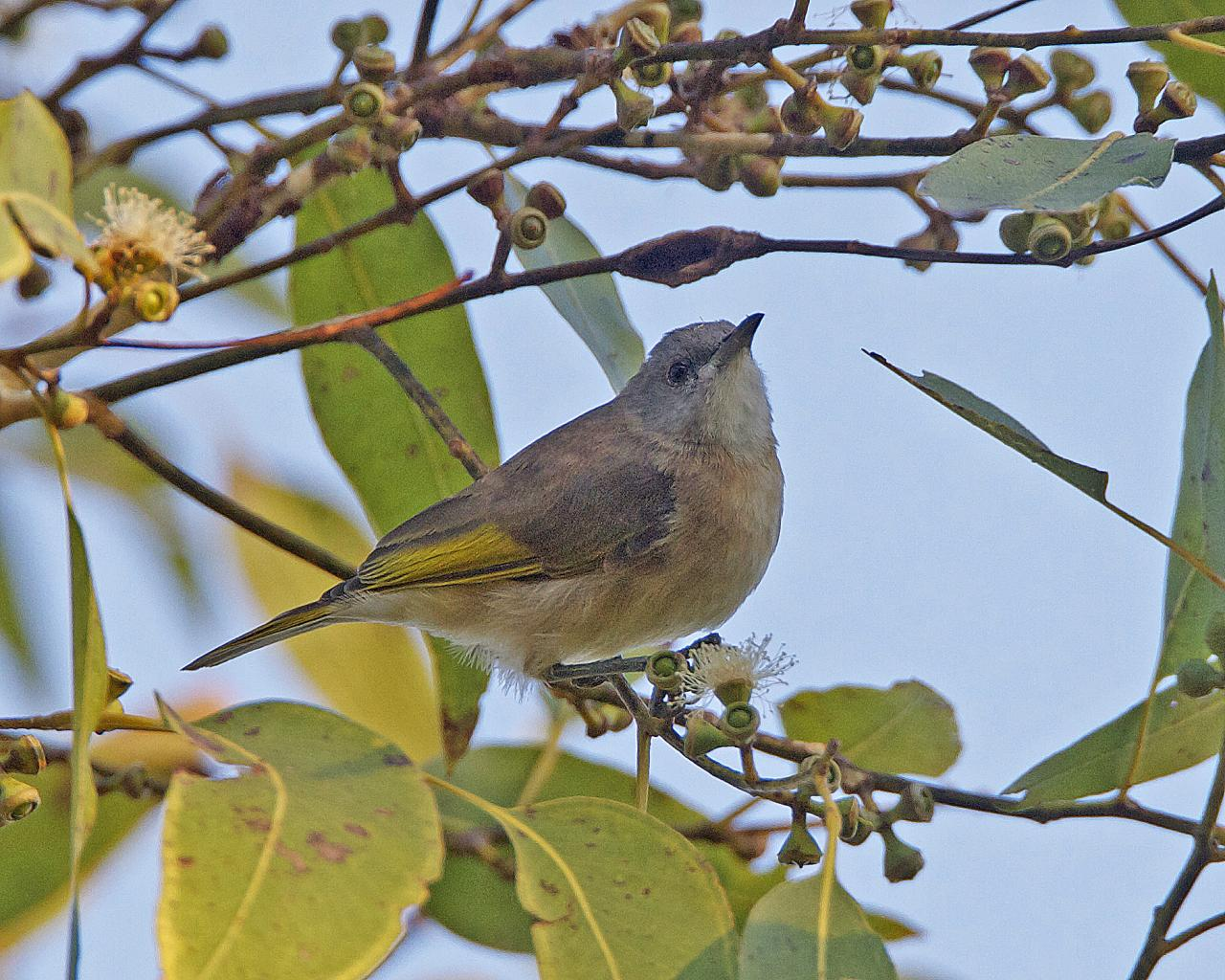
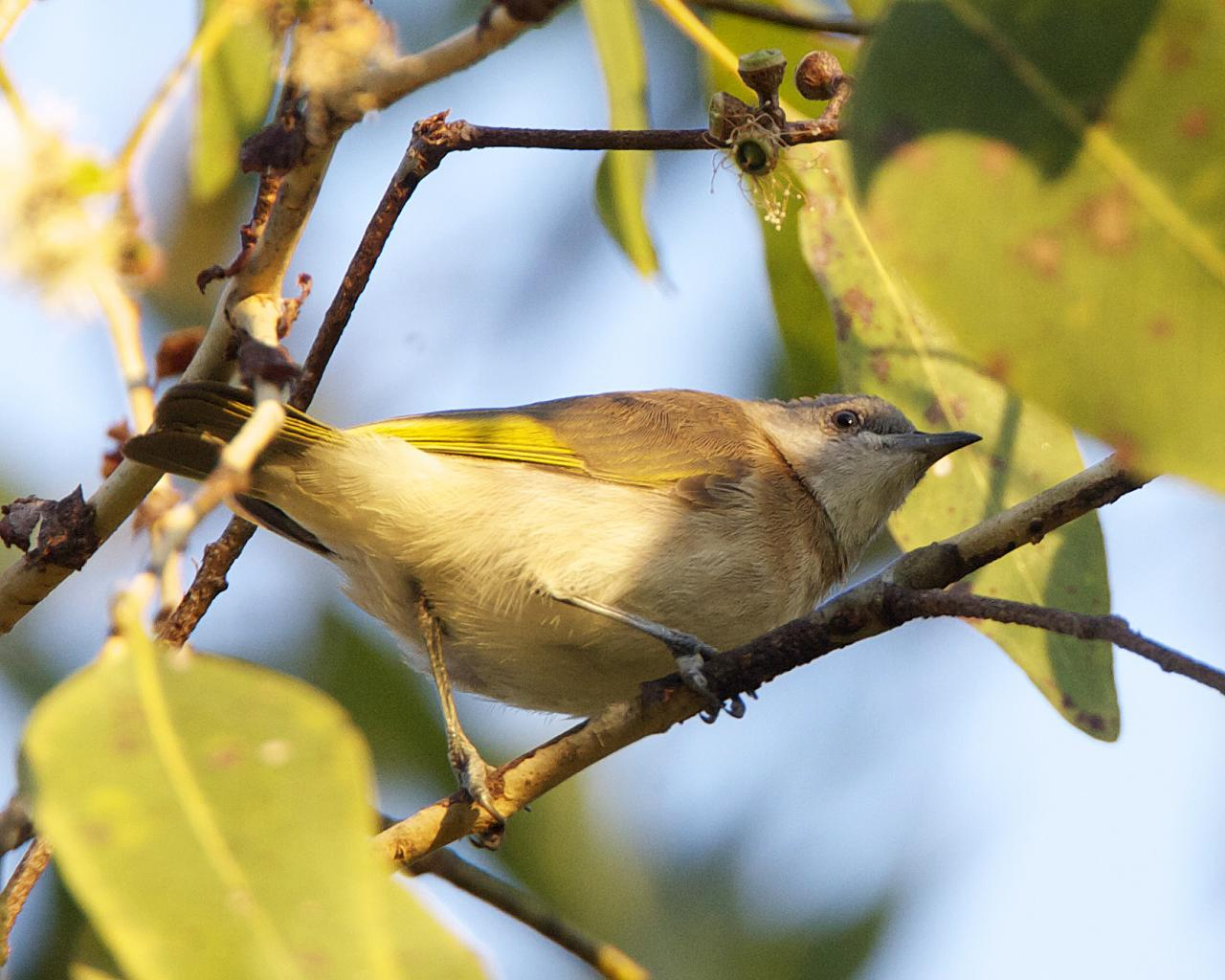